# Орос Василь Олексійович
Василь Олексійович Орос (24 грудня 1919, село Сандорфалва/Шандрово, тепер село Олександрівка Хустського району Закарпатської області — 3 грудня 1980, село Олександрівка Хустського району Закарпатської області) — український радянський діяч, новатор сільськогосподарського виробництва, бригадир садоводів, завідувач відділення Данилівського садорадгоспу Хустського району Закарпатської області. Депутат Верховної Ради УРСР 6-го скликання (1963—1967).

## Біографія
Народився в селянській родині Ороса Олексія Петровича та Руснак Гафії Іванівни. Закінчив вечірню школу.
Працював садоводом, був на поденній роботі в Угорщині. Деякий час перебував в ув'язненні в угорському концентраційному таборі.
З 1945 року — робітник-їздовий Буштинського садорадгоспу «Верховина» Тячівського району Закарпатської області; бригадир садоводів, завідувач Крайниківського відділення садорадгоспу «Данилівський» Хустського виробничого колгоспно-радгоспного управління (Хустського району) Закарпатської області. Збирав високі врожаї яблук.
Потім — на пенсії.

## Родина
Дружина Сливка Христина Антонівна (1922—2006). Подружжя виховало трьох дітей.